# Nitrianske Pravno
Nitrianske Pravno (in tedesco Deutschproben, in ungherese Németpróna) è un comune della Slovacchia facente parte del distretto di Prievidza, nella regione di Trenčín.
Fu menzionato per la prima volta in un documento storico nel 1393 con il nome di Prona Theutonicalis, quando venne fondato da coloni tedeschi e ottenne il titolo di città. Appartenne alla Signoria di Bojnice e poi ai conti Ilsvay e Noffry. Devastato dai Turchi, e dalle guerre per le successioni dinastiche del XV secolo (all'epoca era possedimento dei conti Bocskay), i conti Thököly, nuovi proprietari, ne risollevarono le sorti, nel 1680, trasformando il centro in importante sede di mercato. 
Del comune fanno parte le frazioni di Solka (in tedesco Nyitraszalka, in ungherese Bettlersdorf) e Vyšehradné (in tedesco Felsőpróna, in ungherese Beneschhau), anch'esse fondate da coloni tedeschi.